# Мозоник
Мозоник (Mosonik) е добре изследван стратовулкан, лежащ непосредствено до западната граница на рифта Грегъри и попадащ върху Източноафриканския разлом на територията на Танзания. Разположен е в необичайна близост с по-стари вулкани.

## Описание
Мозоник е планина, обрасла с гъсти храсталаци и треви. Срещат се и единични акациеви дървета. Намира се във високата част на басейна на езерото Натрон и от северните му склонове водите му се виждат чудесно. В източната част на конусовидния връх се е оформила голяма изпъкналост, резултат от разлив на лава през разкъсване на кратерната стена. Вулканичният конус е разломен в посока север-юг от разседа Sanjan. Тук, дълбоко в скалите е врязано ждрелото на река Нгаре Серо, която се влива в езерото. Тази река носи живот в една природна среда, която без нея би била враждебна. Температурите често достигат до 40 °C. Скалите, по които тече Нгаре Серо са с различен състав и това е позволило между тях да се оформи красив водопад. След него надолу ждрелото се стеснява и става трудно проходимо.

## Параметри
Вулканът Мозоник се издига на 1702 m надморска височина и на 480 m над околния терен. Основата му има диаметър около 7,5 km. Предполага се, че последното му изригване е станало през плиоцена. Сърповидният кратер на вулкана е обърнат на запад, а голяма част от западните му склонове са отнесени от вероятна експлозивна ерупция. Вулканичните склонове са силно разсечени от радиално разположени долини и стръмни хребети.

## Геология
Вулканът е изграден основно от напластяване на нефелинова, фонолитна и карбонатитна лава, но могат да се срещнат и нефелин-фонолитни туфи. Изграден е от пирокластити, а изхвърлените скални блокове включват в състава си варовик и гранит. Образувана е централно разположена почти кръгла „запушалка“ от калцитни скали с диаметър около 1 км и сърповидна калцитна дайка, така че кратерът трудно се забелязва. Наблюдават се и карбонатитни брекчи с неправилна форма. В пукнатините по източната изпъкнала част на върха се виждат пластове от нефелин и нефелинови фонолити. Комплексният анализ на скалите, направен през 1995 и 1996 г., показва още присъствие на базанит, смесен с нефелин, клинопироксен, перовскит, магнетит, титанит, содалит и егирин. Джон Даусън, Антъни Мариано и Р. Х. Мичъл посещават вулкана през 2005 г. и докладват, че обширни части от долните северни и западни склонове са покрити с циментирани карбонатни туфи и лапили. Тази покривка се разпростира и на голяма площ в равнинните части на запад от вулкана. В този район са разпръснати пирокластични скали и фелдшпатови фонолити, но в неголеми количества.